# Plinia
Genre
Plinia est un genre de plantes à fleurs de la famille des Myrtaceae.
espèces remarquables
- Plinia cauliflora est appelée Jaboticaba au Brésil, où on en consomme les fruits.

écologie
L'espèce d'acariens Kaliszewskia ochoai, de la famille des Tarsonemidae, a été décrite au Brésil à partir de spécimens femelles trouvés sur des espèces de Plinia,.

## Leste des espèces
Selon The Plant List (site visité le 11 septembre 2014), le genre comprend les espèces suivantes:
- Plinia abeggii
- Plinia acunae
- Plinia anonyma
- Plinia arenicola
- Plinia baileyi
- Plinia baracoensis
- Plinia brachybotrya
- Plinia callosa
- Plinia caricensis
- Plinia cauliflora
- Plinia cerrocampanensis
- Plinia cidrensis
- Plinia clausa
- Plinia coclensis
- Plinia complanata
- Plinia cordifolia
- Plinia coronata
- Plinia costata
- Plinia cubensis
- Plinia cuspidata
- Plinia darienensis
- Plinia dermatodes
- Plinia duplipilosa
- Plinia edulis
- Plinia ekmaniana
- Plinia espinhacensis
- Plinia gentryi
- Plinia grandifolia
- Plinia guanacastensis
- Plinia hatschbachii
- Plinia icardiana
- Plinia ilhensis
- Plinia inflata
- Plinia involucrata
- Plinia longiacuminata
- Plinia marqueteana
- Plinia martinellii
- Plinia microcycla
- Plinia moaensis
- Plinia moralesii
- Plinia muricata
- Plinia nana
- Plinia nicaraguensis
- Plinia oblongata
- Plinia orthoclada
- Plinia panamensis
- Plinia pauciflora
- Plinia peroblata
- Plinia peruviana
- Plinia phitrantha
- Plinia pinnata
- Plinia povedae
- Plinia punctata'

'* Plinia puriscalensis
- Plinia ramosissima
- Plinia rara
- Plinia recurvata
- Plinia renatiana
- Plinia rivularis
- Plinia rogersiana
- Plinia rubrinervis
- Plinia rupestris
- Plinia salamancana
- Plinia salticola
- Plinia sebastianopolitana
- Plinia spiciflora
- Plinia spirito-santensis
- Plinia stenophylla
- Plinia subavenia

## Publication originale
- Carl von Linné, Sp. Pl. 516. 1753.